# Força normal

F_{n} representa la força normal.

En física, la força normal és la força perpendicular que una superfície exerceix sobre una altra superfície, pot ser igual, menor o més gran que la força gravitatòria. En una situació estàtica, com en el cas d'un objecte posat sobre el terra, seria la força perpendicular que exerciria la superfície de l'objecte en contacte amb la superfície del terra i seria de la mateixa grandària que la que oposaria la superfície del terra i coincident amb la força gravitatòria de l'objecte, el seu pes.